# Taye Diggs
Scott Leo "Taye" Diggs  (Newark, 2 de janeiro de 1971) é um ator e cantor estadunidense. Ele é conhecido por seus papéis nos musicais da Broadway Rent e Hedwig and the Angry Inch, a série de TV Private Practice e All American, os filmes How Stella Got Her Groove Back, Brown Sugar, The Best Man e sua sequência, The Best Man Holiday. Entre 2014 e 2016 ele estrelou como o Inspetor Terry English em Murder in the First.

## Filmografia

### Filmes
| Ano  | Título                                     | Personagem                    |
| ---- | ------------------------------------------ | ----------------------------- |
| 1998 | How Stella Got Her Groove Back             | Winston Shakespeare           |
| 1999 | Go                                         | Marcus                        |
| 1999 | The Wood                                   | Roland                        |
| 1999 | The Best Man                               | Harper Stewart                |
| 1999 | House on Haunted Hill                      | Eddie Baker                   |
| 2000 | The Way of the Gun                         | Jeffers                       |
| 2002 | New Best Friend                            | Artie Bonner                  |
| 2002 | Just a Kiss                                | Andre                         |
| 2002 | Brown Sugar                                | Andre Romulus 'Dre' Ellis     |
| 2002 | Equilibrium                                | Andrew Brandt                 |
| 2002 | Chicago                                    | The Bandleader                |
| 2003 | Basic                                      | Jay Pike                      |
| 2003 | Malibu's Most Wanted                       | Sean (aka Blood Bath)         |
| 2004 | Drum                                       | Henry Nxumalo                 |
| 2005 | Rent                                       | Benjamin "Benny" Coffin III   |
| 2005 | Cake                                       | Hemingway Jones               |
| 2007 | Slow Burn                                  | Jeffrey Sykes                 |
| 2008 | Days of Wrath                              | Steve Lerato                  |
| 2010 | Our Family Wedding                         | Whipped, amigo                |
| 2011 | Dylan Dog: Dead of Night                   | Vampire Vargas                |
| 2011 | The Fab Five                               | Narrador                      |
| 2012 | Between Us                                 | Carlo                         |
| 2013 | The Best Man Holiday                       | Harper Stewart                |
| 2013 | Baggage Claim                              | Langston Jefferson Battle III |
| 2015 | Larry Gaye: Renegade Male Flight Attendant | Rasta Cab Driver              |
| 2016 | Opening Night                              | Malcolm                       |
| 2017 | My Little Pony: The Movie                  | Capper                        |
| 2017 | 'Til Death Do Us Part                      | Alex Stone                    |
| 2018 | Set It Up                                  | Rick                          |
| 2018 | River Runs Red                             | Charles Coleman, Sr.          |

### Televisão
| Ano          | Título                     | Personagem                        | Notas                                                |
| ------------ | -------------------------- | --------------------------------- | ---------------------------------------------------- |
| 1996         | New York Undercover        | Stephon                           | Episódio: "No Greater Love"                          |
| 1996         | Law & Order                | Sky Bell                          | Episódio: "Good Girl"                                |
| 1997         | Guiding Light              | Adrian "Sugar" Hill               |                                                      |
| 1997         | 101 Dalmatians: The Series | Dre (voz)                         | Episódio: "He Followed Me Home"                      |
| 2001         | Ally McBeal                | Jackson Duper                     | 10 episódios                                         |
| 2003         | Punk'd                     | Ele mesmo                         | Episódio: "2.5"                                      |
| 2003         | Ed                         | Ele mesmo                         | Episódio: "Captain Lucidity"                         |
| 2003         | The West Wing              | Secret Service Agent Wesley Davis | 2 episódios                                          |
| 2004         | America's Next Top Model   | Ele mesmo                         | Episódio: "The Girls Meet Taye Diggs"                |
| 2004–2005    | Kevin Hill                 | Kevin Hill                        | 22 episódios                                         |
| 2006         | Will & Grace               | James                             | 4 episódios                                          |
| 2006–2007    | Day Break                  | Detective Brett Hopper            | 13 episódios                                         |
| 2007–2009    | Grey's Anatomy             | Dr. Sam Bennett                   | 3 episódios                                          |
| 2007–2013    | Private Practice           | Dr. Sam Bennett                   | 111 episódios                                        |
| 2009         | The Super Hero Squad Show  | Black Panther (voz)               | Episódio: "Tremble at the Might of M.O.D.O.K.!"      |
| 2009         | Better Off Ted             | Greg                              | Episódio: "Love Blurts"                              |
| 2010         | Sesame Street              | Ele mesmo                         | Episódio: "Snuffle Sneeze"                           |
| 2013         | New Girl                   | Artie                             | Episódio: "Coach"                                    |
| 2014–2016    | Murder in the First        | Terrance English                  | 32 episódios                                         |
| 2014         | The Good Wife              | Dean Levine-Wilkins               | 3 episódios                                          |
| 2015         | Repeat After Me            | Ele mesmo                         | Episódio: "#1.8"                                     |
| 2015–2016    | Rosewood                   | Mike Boyce                        | 3 episódios                                          |
| 2016         | NCIS                       | Aaron Davis                       | Episódio: "Scope"                                    |
| 2016–2017    | Empire                     | Angelo DuBois                     | 23 episódios                                         |
| 2017, 2018   | Lip Sync Battle            | Ele mesmo                         | 2 episódios                                          |
| 2018-present | All American               | Billy Baker                       | Main Cast                                            |
| 2019         | Rent: Live                 | Ele mesmo                         | [ 4 ]                                                |
| 2019         | Selling Sunset             | Ele mesmo                         | Episódio: "(Real) Diamonds Are a Girl's Best Friend" |
| 2019         | Hypnotize Me               | Ele mesmo                         | 8 episódios                                          |
| 2019         | Elena of Avalor            | Sanza (voz)                       | Episódio: "Flower of Light"                          |
| 2020         | Celebrity Ghost Stories    | Ele mesmo                         | Episódio: "Taye Diggs"                               |
| 2020         | Muppets Now                | Ele mesmo                         | 6 episódios                                          |